# Otto Haxel
Otto Haxel (2 avril 1909, à Neu-Ulm - le 26 février 1998 à Heidelberg) est un physicien nucléaire allemand.

## Éducation
De 1927 à 1933, Haxel a étudié à la Technische Hochschule München (aujourd'hui la Technische Universität München) et à l'Eberhard-Karls-Universität Tübingen. Il obtient son doctorat en 1933, sous la direction de Hans Geiger à l'Université de Tübingen. De 1933 à 1936, Haxel fut l'assistant de Geiger à l'université, et termina son habilitation en 1936.

## Carrière
Au cours de la Seconde Guerre mondiale, il travaille sur le projet allemand d'énergie nucléaire. Après la guerre, il fait partie du personnel de l'Institut Max-Planck de physique à Göttingen. De 1950 à 1974, il est professeur ordinarius de physique à l'Université de Heidelberg, où il favorise l'utilisation de la physique nucléaire dans la physique de l'environnement, ce qui conduit à la fondation de l'Institut de Physique de l'Environnement en 1975. Au cours des années 1956 et 1957, il est membre du Groupe de travail de physique nucléaire de la Commission allemande de l'énergie atomique. De 1970 à 1975, il est directeur général scientifique et technique du Centre de recherche de Karlsruhe.
Haxel est l'un des signataires du Manifeste des 18 de Göttingen.

## Publications partielles
- O. Haxel and F. G. Houtermans Gleichzeitige Emission von zwei Elektronen beim radioaktiven Zerfall des Rubidium 87, Zeitschrift für Physik Volume 124, Numbers 7-12, 705-713 (1948). Received 25 February 1948. Institutional affiliations: Haxel - Max-Planck-Institut für Physik, Göttingen and Houtermans - II. Physikalischen Institut der Universität Göttingen, Deutschland.
- O. Haxel, J. Hans D. Jensen, H. E. Suess Concerning the Interpretation of “Magic” Nucleon Numbers in Connection With the Structure of Atomic Nuclei, Die Naturwissenschaften Volume 35, 376 (1948)
- Otto Haxel, J. Hans D. Jensen, and Hans E. Suess On the “Magic Numbers” in Nuclear Structure, Phys. Rev. Volume 75, 1766 - 1766 (1949). Institutional affiliations: Haxel - Max-Planck Institut für Physik, Göttingen; Jensen - Institut für theoretische Physik, Heidelberg; and Suess - Institut für physikalische Chemie, Hamburg. Received 18 April 1949.
- H. E. Suess, O. Haxel, and J. H. D. Jensen On the Interpretation of the Magic Nucleon Numbers in the Structure of Atomic Nuclei [In German], Die Naturwissenschaften Volume 36, 153-155 (1949)
- O. Haxel, J. H. D. Jensen, and Hans E. Suess Modellmäsige deutung derausgezeichnetennukleonenzahlen im kernbau, Z. Physik Volume 128, 295-311 (1950)
- F. G. Houtermans, O. Haxel, and J. Heintze Half-Life of K40, Z. Physik Volume 128, 657-667 (1950)
- W. Buhring and Otto Haxel Excitation of X Radiation from Ni, Cu, and Mo by Po210 Alpha Particles, Z. Physik Volume 148, 653-661 (1957)

## Livres
- Otto Haxel Energiegewinnung aus Kernprozessen (Westdt. Verl., 1953)

- Otto Haxel and Heinz Filthuth Ein Vierteljahrhundert moderner Physik (Bibliographisches Inst., 1969)